# Fernand Van Steenberghen
Fernand Emmanuel Joseph Van Steenberghen (Sint-Joost-ten-Node, 13 februari 1904 - Jette, 16 april 1993) is een Belgisch priester, filosoof en theoloog.
Na studies filosofie, theologie en zijn priesterwijding, verdiepte hij zich in de onuitgegeven werken van Siger van Brabant om daar in 1931 een aggregatie voor het hoger onderwijs uit te puren. Kort daarop begon hij aan het Hoger Instituut voor Wijsbegeerte te doceren, voornamelijk over middeleeuwse filosofie en metafysica.
Van Steenberghen werd in 1970 lid van de Académie royale des sciences, des lettres et des beaux-arts de Belgique.

## Publicaties (boekvorm)
- Siger de Brabant d'après ses oeuvres inédites, 1931-1942)
- Ontologie, 1946
- Aristote en Occident. Les origines de l'aristotélisme parisien, 1946
- Philosophie des Mittelalters, 1950
- Histoire de la philosophie. Période chrétienne, 1964
- La philosophie au XIIIe siècle, 1966
- Le retour à saint Thomas a-t-il encore sens aujourd'hui, 1967
- Réflexions sur la Providence, 1969
- La controverse sur l'éternité du monde au XIIIe siècle, 1972
- Maître Siger de Brabant, 1977
- Le problème de l'existence de Dieu dans les écrits de saint Thomas d'Aquin, 1980
- Thomas Aquinas and radical Aristotelianism, 1980
- Le thomisme, 1983
- Le problème de l'évolution. Point de vue d'un philosophe, 1983

- Bibsys: 90924566
- Biblioteca Nacional de España: XX1098248
- Bibliothèque nationale de France: cb11927618p (data)
- Catàleg d'autoritats de noms i títols de Catalunya: 981058514859606706
- CiNii: DA02919044
- Digitale Bibliotheek voor de Nederlandse Letteren: stee196
- Gemeinsame Normdatei: 118190547
- International Standard Name Identifier: 0000 0001 2145 8676
- Library of Congress Control Number: n80005670
- Bibliotheek van het Japanse parlement: 00475548
- Nationale Bibliotheek van Tsjechië: ola2003169656
- Nationale bibliotheek van Australië: 35521634
- Nationale Bibliotheek van Israël: 987007603684305171
- Nederlandse Thesaurus van Auteursnamen: 068860757
- Réseau des bibliothèques de Suisse occidentale: 02-A000170267
- Istituto Centrale per il Catalogo Unico: RAVV069719
- LIBRIS: 198440
- Système universitaire de documentation: 027176568
- Trove: 983108
- Virtual International Authority File: 102320834
- WorldCat: E39PBJyGYTfpHxxCqJbHCpxhpP